# Burg Altpernstein
Die Burg Altpernstein ist eine mittelalterliche Burg in Micheldorf in Oberösterreich im Bezirk Kirchdorf im Traunviertel. Sie liegt als Spornburg mit einem Halsgraben an einem Hang ihres Hausberges Hirschwaldstein.
Rund um die Burg sind auch 35,88 Hektar Landschaftsschutzgebiet (lsg16, 2006) ausgewiesen.

## Lage

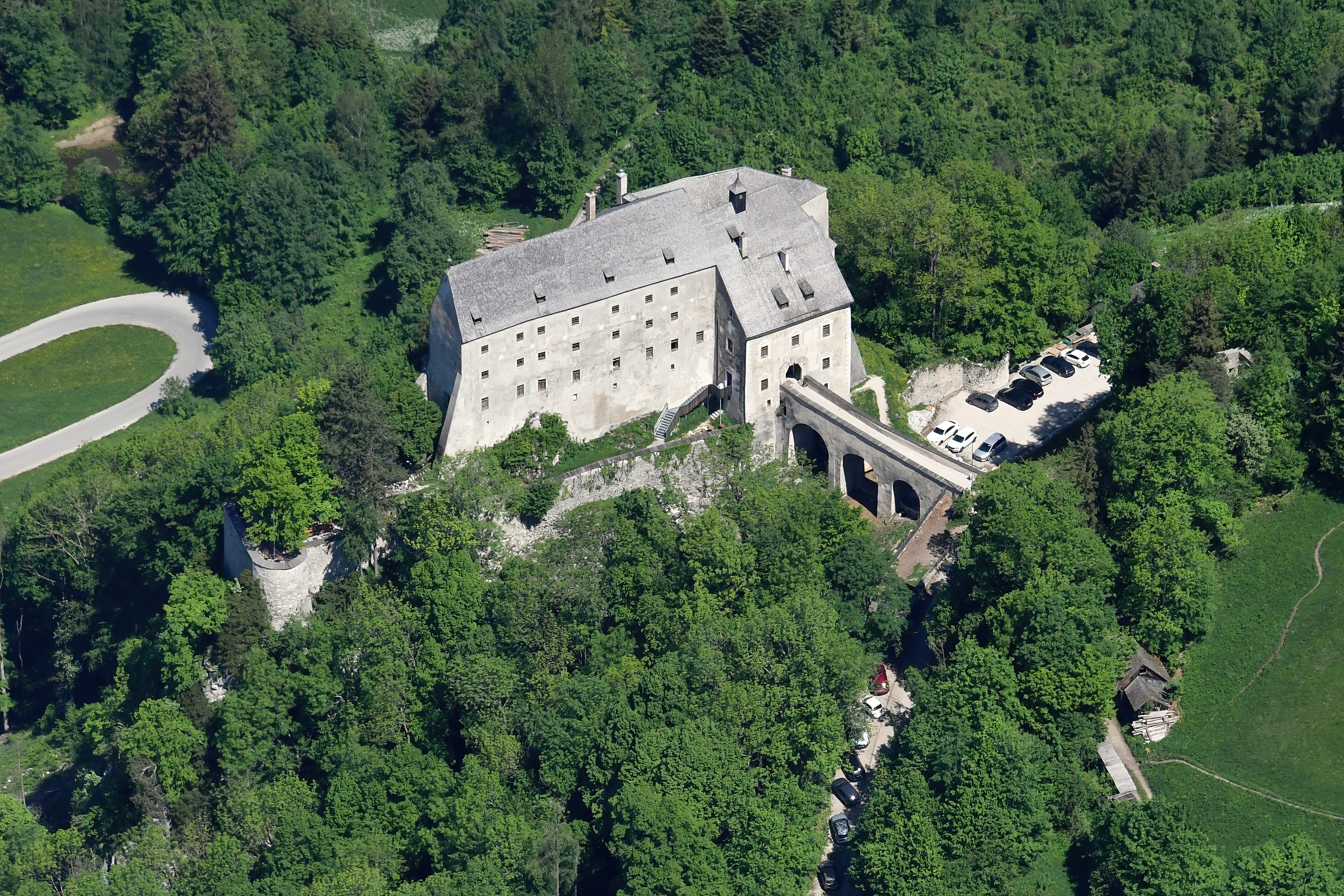
Burg Altpernstein von Süden aus der Luft gesehen

Die Burg steht etwa 400 Meter über dem Kremstal, auf 800 Meter Seehöhe. Sie wird um gute 300 Meter von ihrem Hausberg überragt.

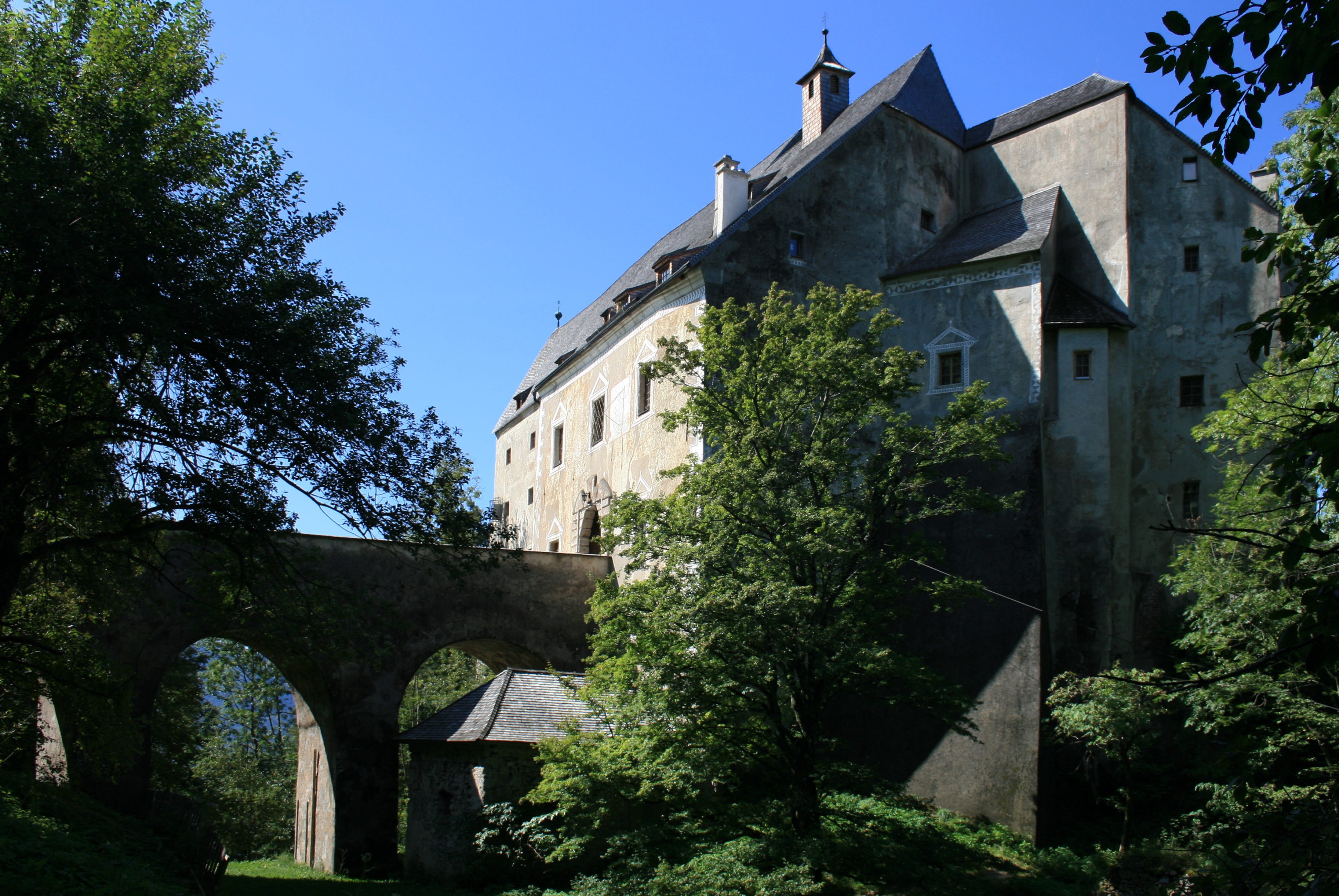
Die gemauerte Zugangsbrücke und der Burggraben

Da die Burg auf einem Felsvorsprung steht, ist sie an drei Seiten von beinahe senkrecht abfallenden Steilwänden und auf der vierten Seite von einem Burggraben umgeben. Sie ist nur über eine gemauerte Brücke erreichbar, die im 18. Jahrhundert eine Zugbrücke ersetzte.
Der Eingang der Burg ist der tiefste Punkt des grob sattelförmigen Felsens, über dem das Bauwerk errichtet wurde. Von der Gastterrasse aus ist zu erkennen, dass der Fels auf der Talseite bis in den dritten Stock knapp unter den Dachstuhl hinaufreicht.

## Geschichte

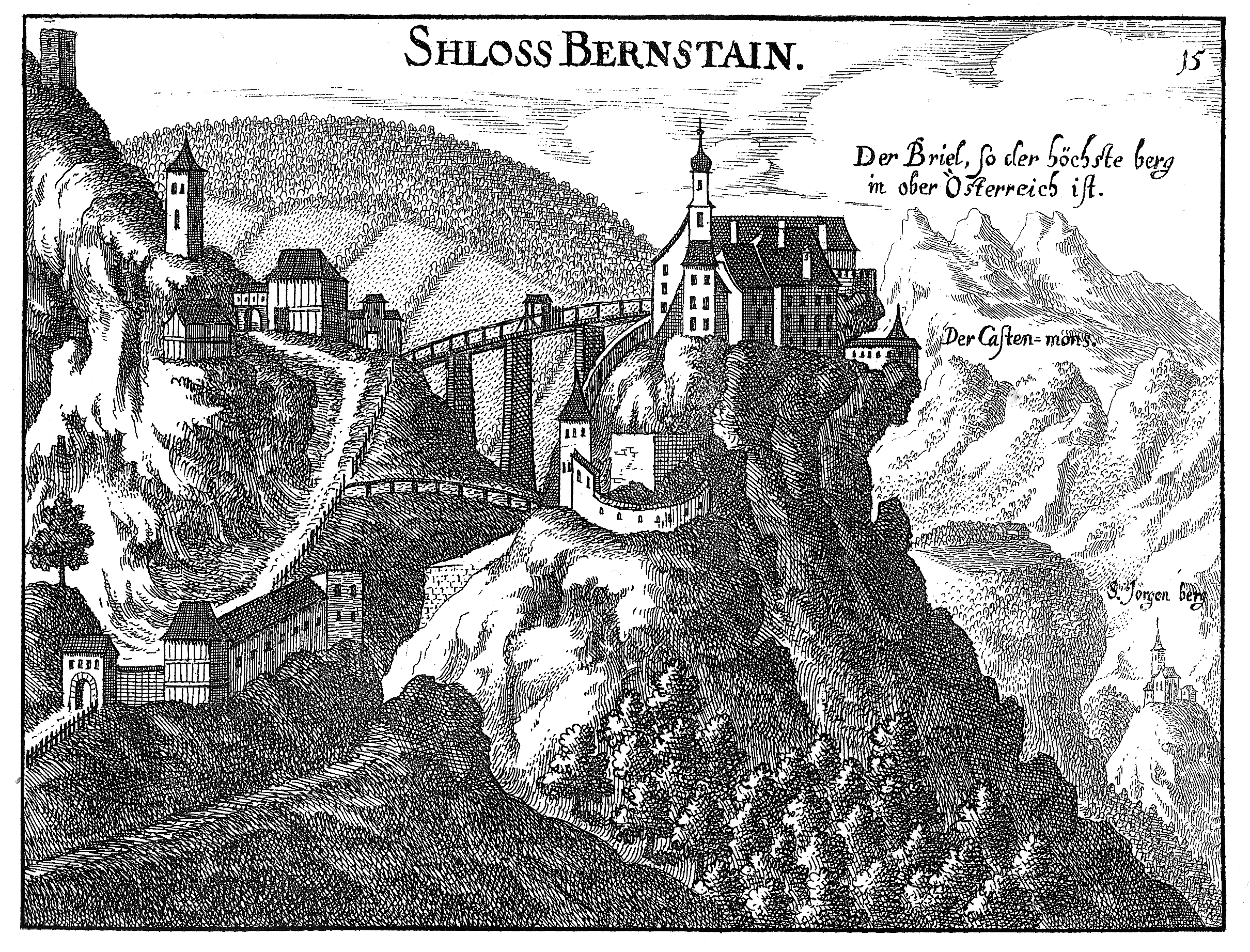
Shloss Bernstain. Kupferstich aus Vischers Topographia Austriae superioris modernae (1674)

Die Burg wurde um 1000 errichtet und in den Jahren 1160 und 1207 urkundlich erwähnt. Auf Pillung von Pernstein (urkundlich 1170–1200), einen Ministerialen der Otakare, und seine Nachkommen folgten 1222 die Truchsener (Ministerial Heinrich von Grafenstein, 1255: Ulrich von Truchsen), die das bisherige Lehen in freies Eigen umwandeln konnten. Dieses erwarb 1337 Landeshauptmann Eberhard V. von Walsee. Im Jahr 1394 wurde Johann I. von Liechtenstein vom damaligen Herzog von Österreich, Albrecht III. zu Habsburg, zum Burgherren ernannt. Er fiel jedoch in Ungnade und lernte seinen Besitz zusammen mit seiner Familie nur als Gefangener kennen. 1529 wurde die Burg von Christoph Jörger ausgelöst, 1581 ging sie dann in den Besitz der Jörger über. Unter den Jörgern herrschte große Bautätigkeit: es entstand das Langhaus, welches heute einen Großteil der Anlage ausmacht. 1607 wurde von ihnen der marmorne Brunnen im Innenhof hergestellt. Die Jörger waren Anhänger der Reformation und sorgten auch in ihrer Grundherrschaft für die Verbreitung des evangelischen Glaubens. Ab 1623 war die Burg im Besitz von Adam Graf von Herberstorff, dem Verantwortlichen für die als Frankenburger Würfelspiele bekannt gewordenen Vorfälle. Nach seinem Tod 1629 erwarb das Stift Kremsmünster die Ländereien von seiner Witwe und ist immer noch deren Eigentümer.
Auch nach dem Kauf durch Kremsmünster übten Pfleger ihre Administrationstätigkeit noch auf Altpernstein aus, erst ab etwa 1750 verlegten die Pflegschaftsbeamten den Amtssitz in das im Tal gelegene Schloss Neupernstein. Das ehemals unter der Burganlage befindliche Wirtschaftsgebäude wurde 1879 verkauft und die bescheidene Viehhaltung in die Burg integriert. Bis in die Zwischenkriegszeit wohnten kremsmünsterische Förster mit ihren Familien auf der geräumigen Anlage, dann übersiedelten diese in ein neu gebautes Försterhaus in der Nähe der Burg.

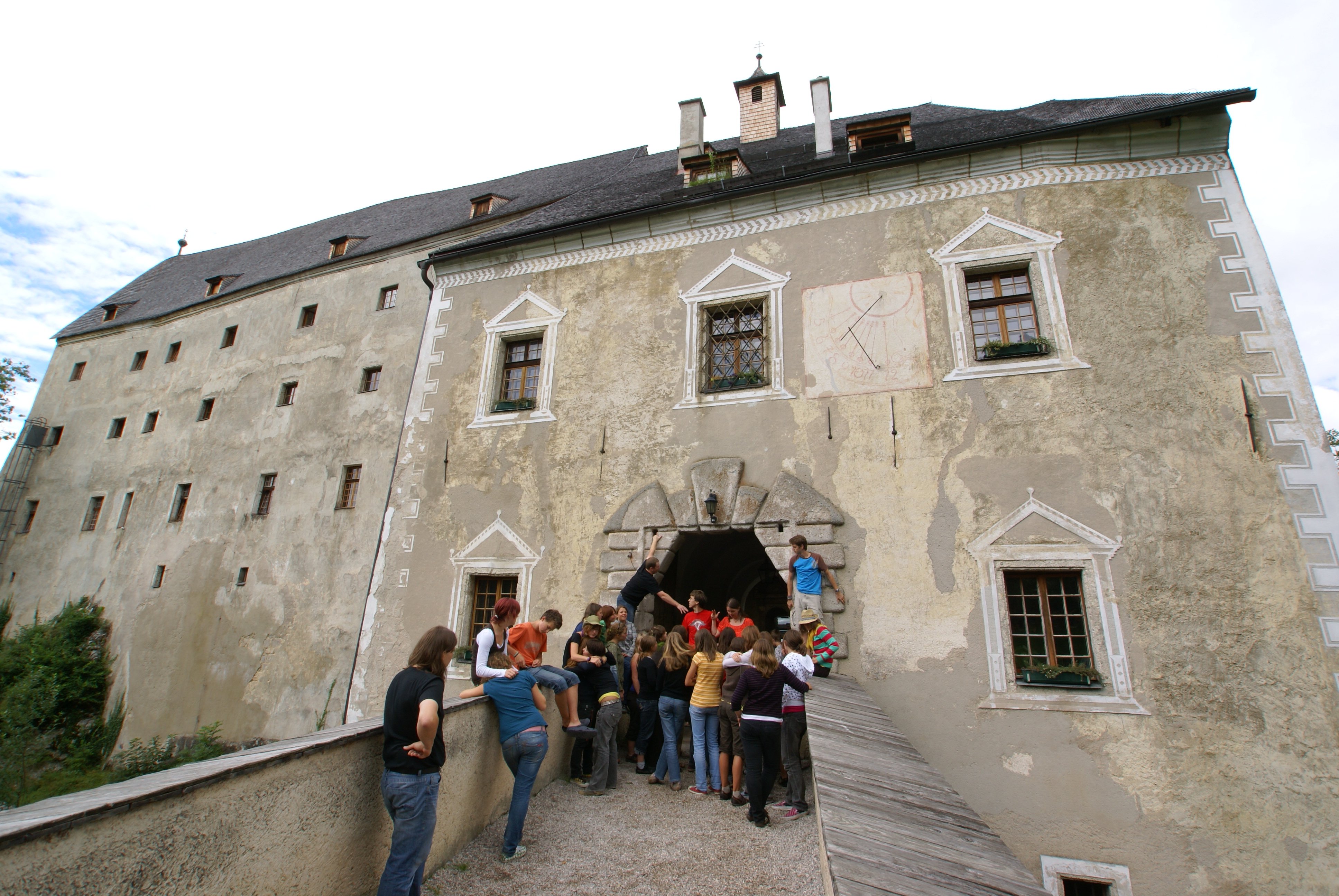
Das Portal der Burg mit einigen Seminarteilnehmern (2008)

Das 650 m² große, mit Lärchenschindeln gedeckte Dach wurde zuletzt 2006 erneuert.

### Begegnungszentrum
Die Burg wurde bis 2017 von der Katholischen Jugend Oberösterreich vom Stift Kremsmünster gepachtet und als Begegnungszentrum genutzt. Dies hatte seinen Anfang bereits 1946, als die damals neu gegründete Katholische Jugend erste Räume der damals noch völlig unbewohnbaren Burg renovierte, um sie für Veranstaltungen wie Landwerkwochen für männliche und Landjugendwochen für weibliche Jugendliche zu nutzen. Aus dem Jahr 1961 stammt ein Pachtvertrag zwischen dem Eigentümer und der Diözese Linz.
Das Burgteam bestand meistens aus neun Personen, die auf der Burg lebten und diese verwalteten. Neben den zuständigen Personen für Haustechnik, Burgleitung, Büro, Küchenverantwortung, Burgstüberl und dem inhaltlichen Referenten gehörten auch der Diözesanjugendseelsorger sowie mindestens ein Zivildiener zu diesem Team. Seit Herbst 2008 gab es auch einen FSJ-Posten auf der Burg. Die Gruppe zumeist junger Menschen wohnte das ganze Jahr über auf der Burg, da diese zu keiner Jahreszeit geschlossen war. Üblicherweise war ein Burgteam-Mitglied zwei bis fünf Jahre auf der Burg tätig, bevor es diese verließ. Nur der Jugendseelsorger war von dieser Regel ausgenommen, da er auf längere Zeit seinen Posten als Seelsorger behielt. Zivildiener und freiwillige Helfer waren nur für die Dauer ihrer Verpflichtung (neun bzw. zehn Monate) auf der Burg. Das Burgteam bestand seit 1974.
Da das Bauwerk nicht mehr den Anforderungen für Brandschutz genügt und keine Barrierefreiheit gegeben ist, wurde diese Nutzung beendet und der 99-jährige Pachtvertrag vorzeitig aufgelöst. Die letzte Veranstaltung war ein Abschiedsfest zu Pfingsten 2017. Seit der Auflösung des Vertrages im Dezember 2017 war die Anlage geschlossen, die Diözese Linz betreute diese weiterhin bis zur Rückgabe an das Stift Kremsmünster am 30. Juni 2018.

### Feriencamps, Familienhotel und Freizeitanlage
Am 1. Juli 2018 trat ein neuer, wiederum auf 99 Jahre befristeter Pachtvertrag mit dem Linzer Institut für Soziale Kompetenz (ISK) in Kraft. Die vereinbarte Pacht ist ein symbolischer Betrag. Das ISK will Feriencamps für Kinder- und Jugendgruppen abhalten und eröffnete die Anlage mit einem zweitägigen Fest am 15. und 16. September 2018 wieder.
Seit Mai 2020 ist es wieder möglich, auf Burg Altpernstein zu übernachten. Die Burg verfügt über 18 renovierte Zimmer, zehn Seminar-  und Gruppenräume sowie den Rittersaal und eine Kapelle. Die Räume werden auch für Feiern und Hochzeiten genutzt. Die Aussichtsterrasse und die Burgtaverne sind allgemein zugänglich. Direkt bei der Burg gibt es einen Bogenparcours und Klettersteig.

## Anlage
Das heutige äußere Burgtor war ursprünglich das innerste der drei Tore im Torhaus. Vor der zweiten Belagerung Wiens durch die Türken wurde dieses mit alten eisernen Harnischen und Bruststücken beschlagen, die auch heute noch auf dem Tor verbleiben. Es ist damit seit mindestens 320 Jahren in Verwendung.
Der Innenhof der Burg ist der kleinste seiner Art in Österreich und wohl auch der kleinste Burghof Europas. Bemerkenswert darin ist auch der marmorne Brunnen aus Tarviser Brekzie, der vom Reichtum seines Errichters (vermutlich Hans V. Jörger) zeugt.
Unterhalb der barocken Kapelle wurde um 1990 zur Schaffung eines Kühlraumes ein Teil des tragenden Felses gesprengt. Aufgrund eines Fehlers kam es zu Rissen in der Kapelle, die dadurch baulich gefährdet ist.

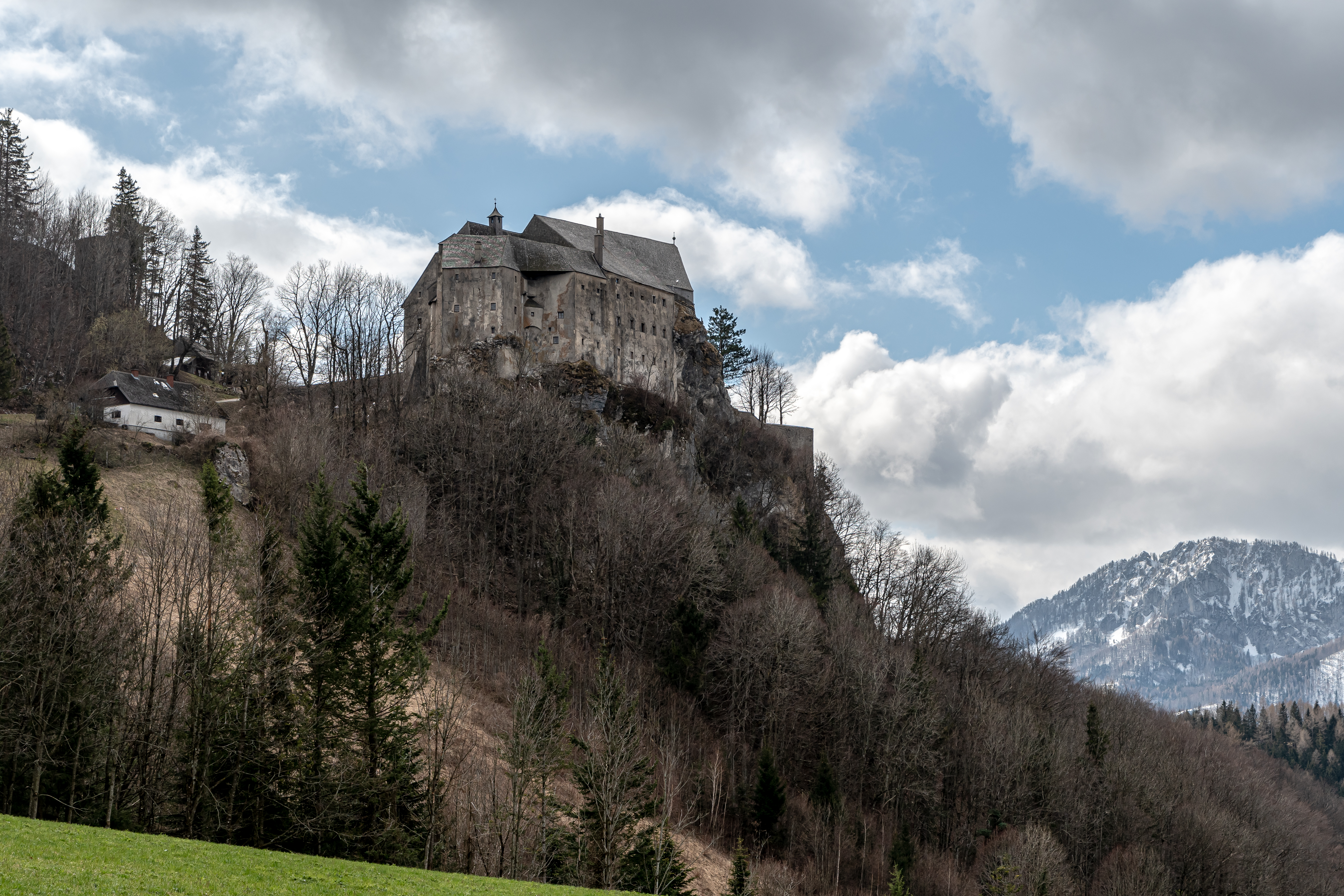
Steilwände zur Talseite
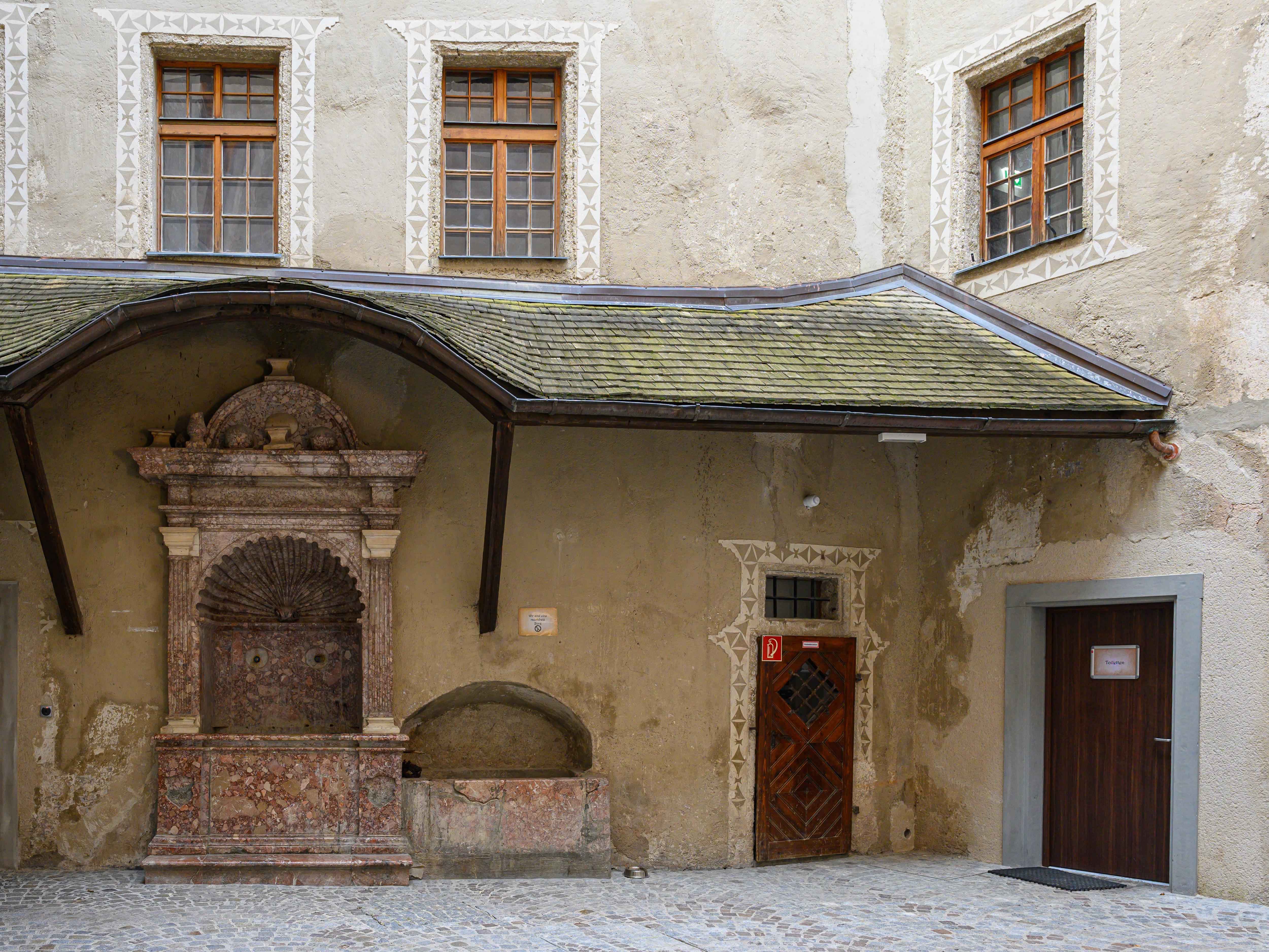
Der kleine Hof mit dem Marmorbrunnen
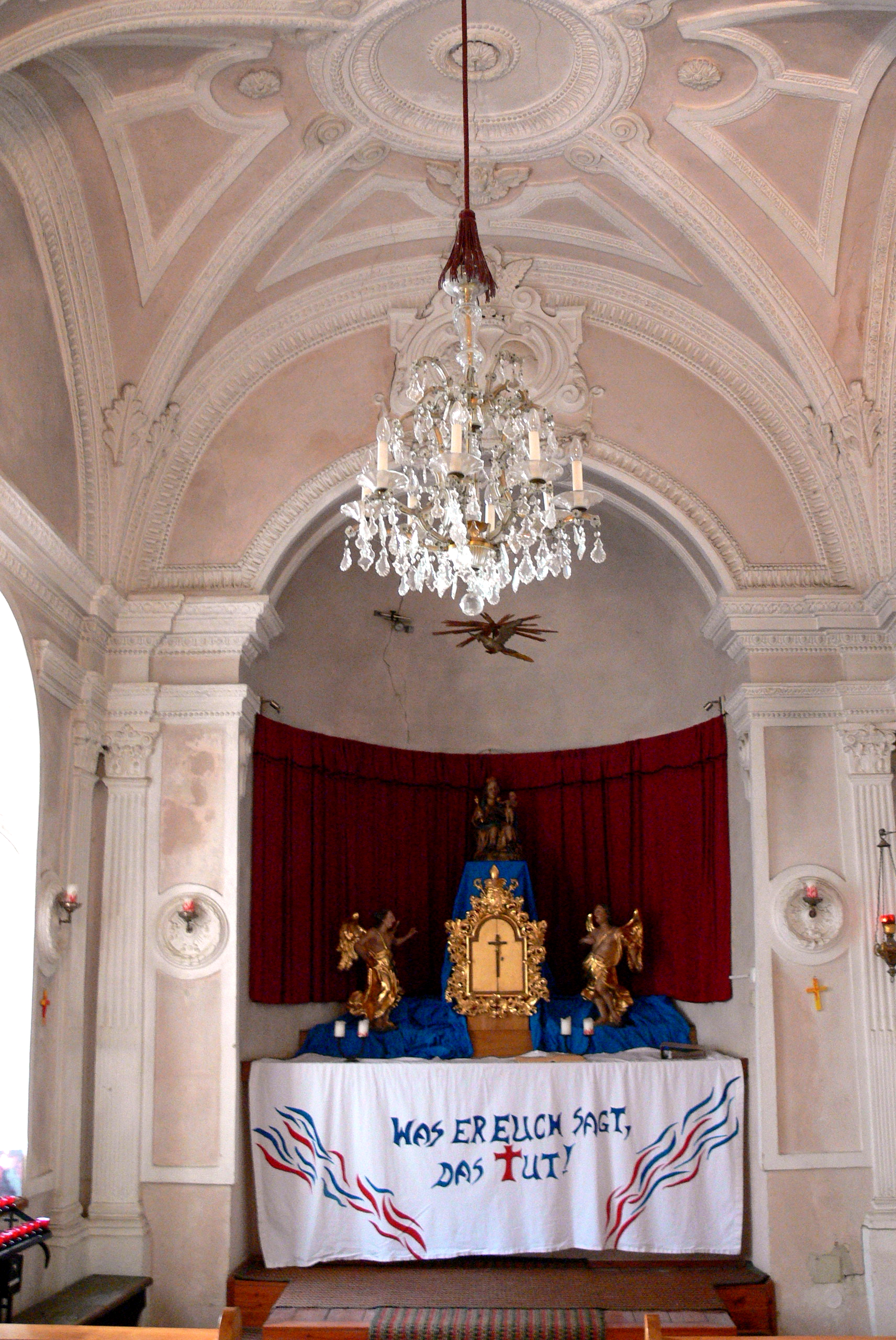
Burgkapelle
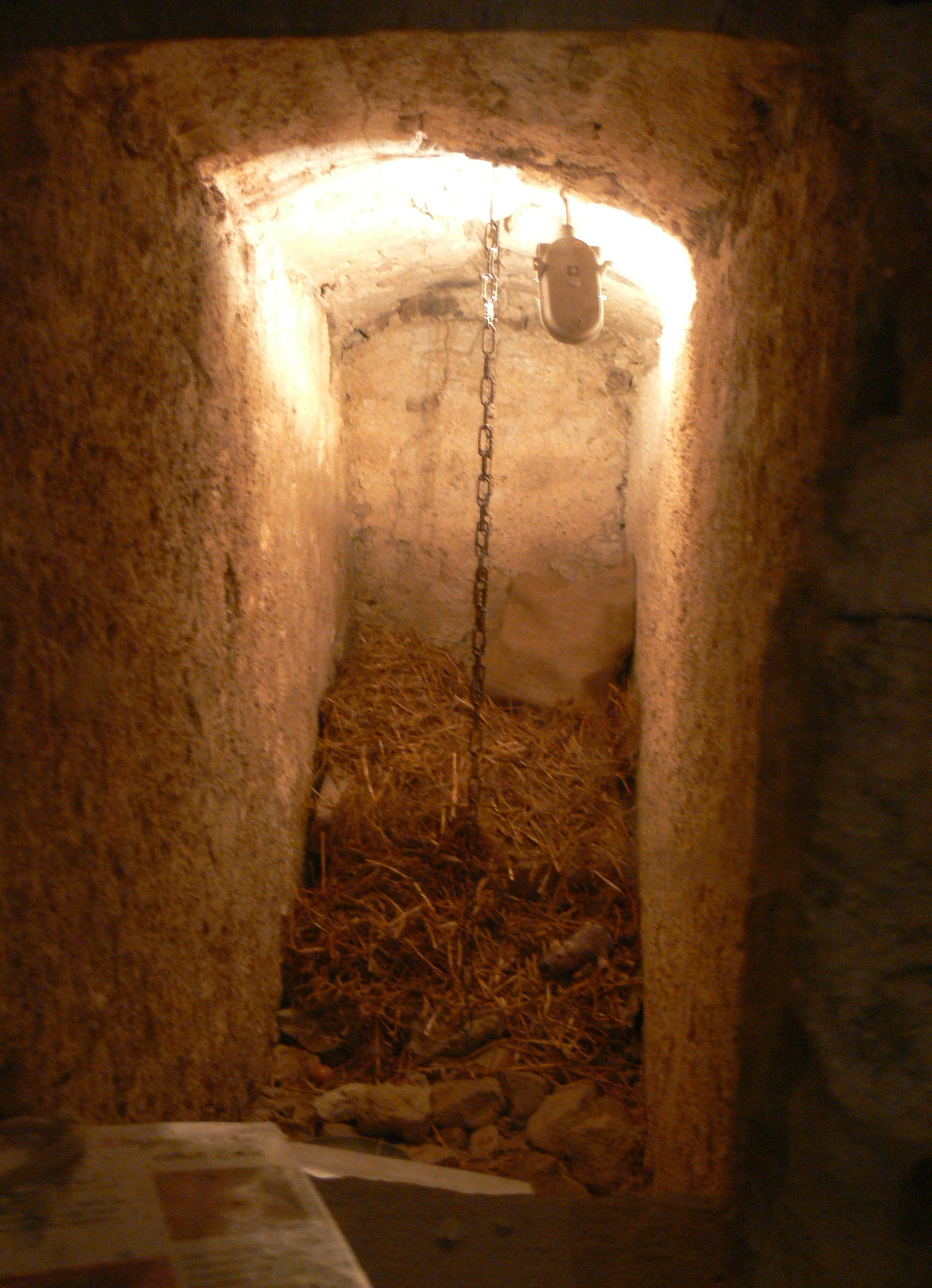
Burgverlies
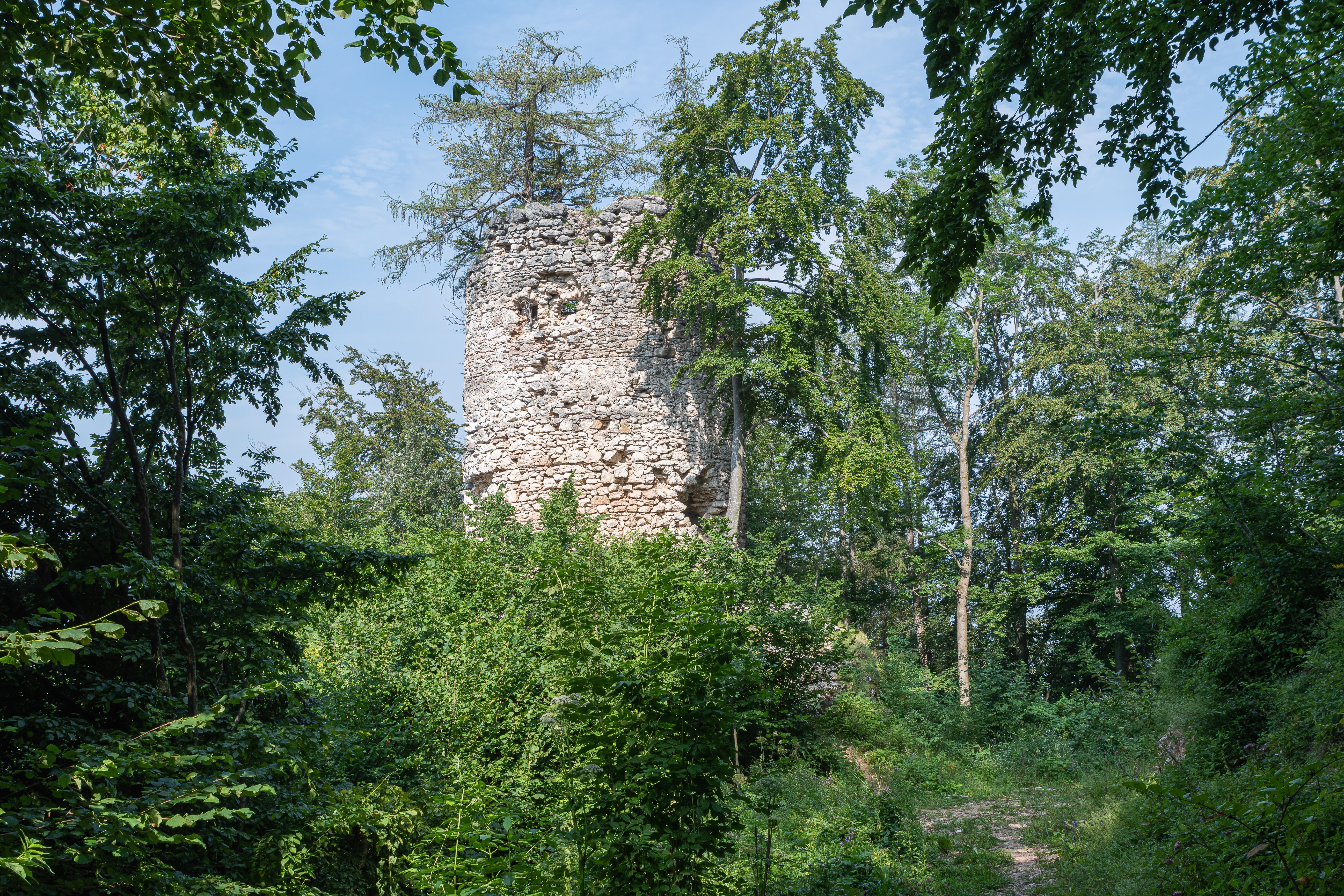
Der Hungerturm war Teil der Wehranlagen